# Mleczan wapnia
Mleczan wapnia (łac. Calcii lactas) – organiczny związek chemiczny, sól wapniowa kwasu mlekowego. Jest białym krystalicznym ciałem stałym. Otrzymuje się go działając węglanem wapnia na kwas mlekowy. Stosowany jest jako dodatek do żywności (E327) oraz w medycynie.